# Kanotix
Kanotix este o distribuție de Linux bazată pe Debian. Este o versiune de Knoppix care poate fi instalată pe hard-disc.